# Helicia elephanti
Helicia elephanti är en tvåhjärtbladig växtart som beskrevs av Herman Otto Sleumer. Helicia elephanti ingår i släktet Helicia och familjen Proteaceae. Inga underarter finns listade i Catalogue of Life.